# Castello di Valdengo
Il castello di Valdengo è un complesso di edifici di origine medievale del Biellese situato in comune di Valdengo.
Oltre al castello vero e proprio sono presenti altre costruzioni che erano in passato difese da un'unica cinta muraria e che costituivano un ricetto.
Il prefisso vald del toponimo è di origine germanica ed è probabilmente collegato al significato di foresta suggerendo che il paese, già presente in epoca romana, sia stato rifondato in seguito da popolazioni di ceppo tedesco.

## Storia
Il castello, la cui origine viene collocata tra l'XI e il XII secolo, a partire dal Quattrocento fu il centro della signoria di un potente ramo biellese della famiglia Avogadro. 
I successivi rifacimenti lo fecero passare da una funzione prevalentemente militare a quella di residenza consortile ad uso dei vari componenti della nobile famiglia.
Gli Avogadro cedettero in seguito parti del complesso ad altre casate nobiliari della zona tra le quali i Ferrero-Fieschi e i Dal Pozzo. Nel 1792 Valdengo divenne una contea la cui potestà fu attribuita a Luigi Avogadro di Valdengo.
Il complesso di edifici è oggi destinato ad abitazioni private.

## Descrizione

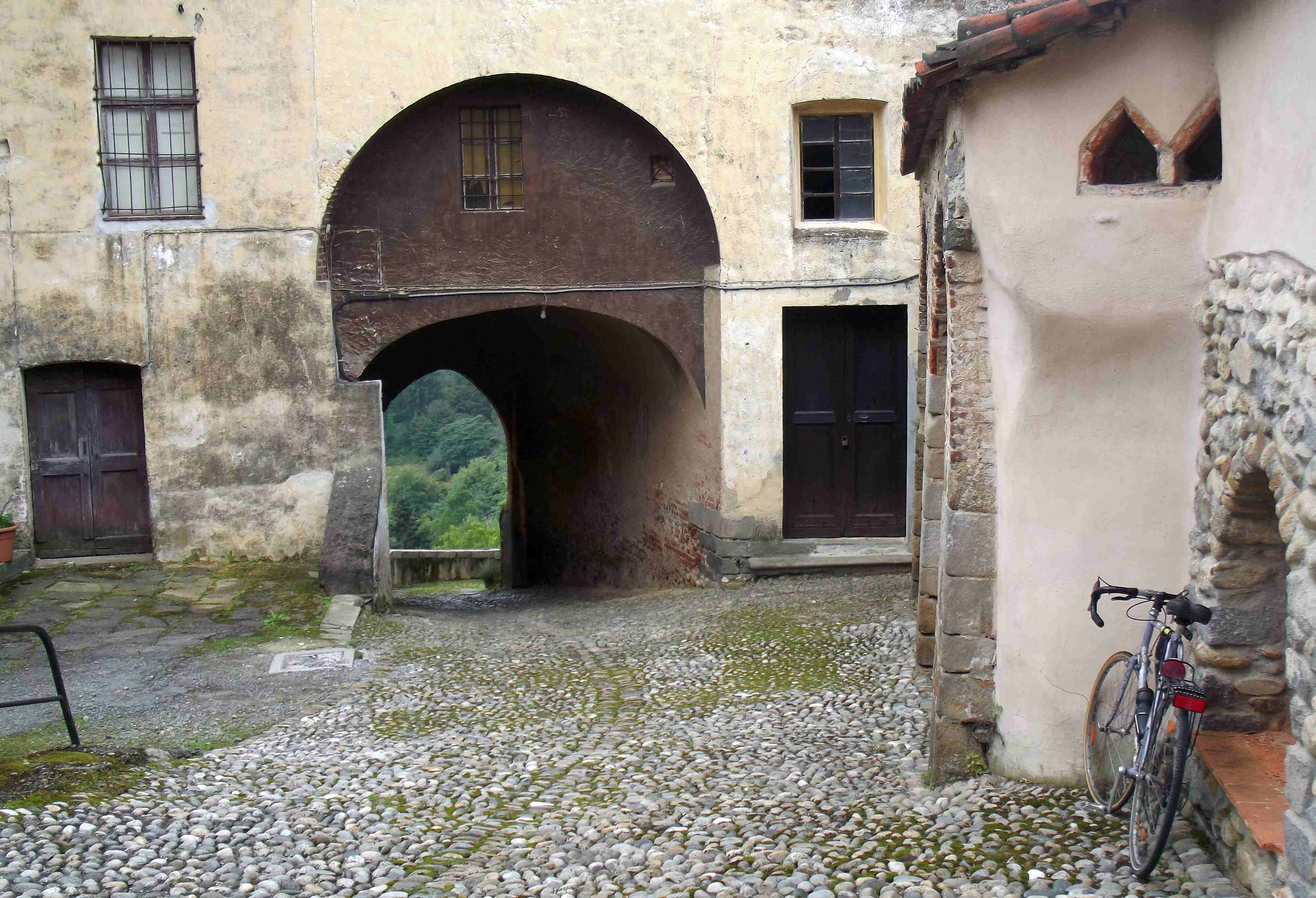
Il portale d'accesso al cortile interno

Il castello si trova a quota 367 su una elevazione della dorsale collinare che separa il bacino del torrente Quargnasca da quello del Chiebbia.
Della struttura originaria restano la torre di vedetta (bertesca), la porta di ingresso e una parte delle mura di cinta, per quanto oggi inglobate nelle costruzioni residenziali.
La torre-porta dà accesso sia pedonale sia carraio all'antico ricetto, attraversato da un'unica via. Costruita in mattoni essa era difesa da un ponte levatoio ed era caratterizzata da un piano a sbalzo dotato di caditoie e da un coronamento merlato.
Il complesso comprende anche una cappella dedicata ai santi Eusebio, Antonio e Caterina. All'interno della chiesetta sono presenti affreschi dell'inizio del XIV secolo attribuibili al Maestro di Oropa e un altare cinquecentesco con una tavola di scuola vercellese.